# 業務トラック

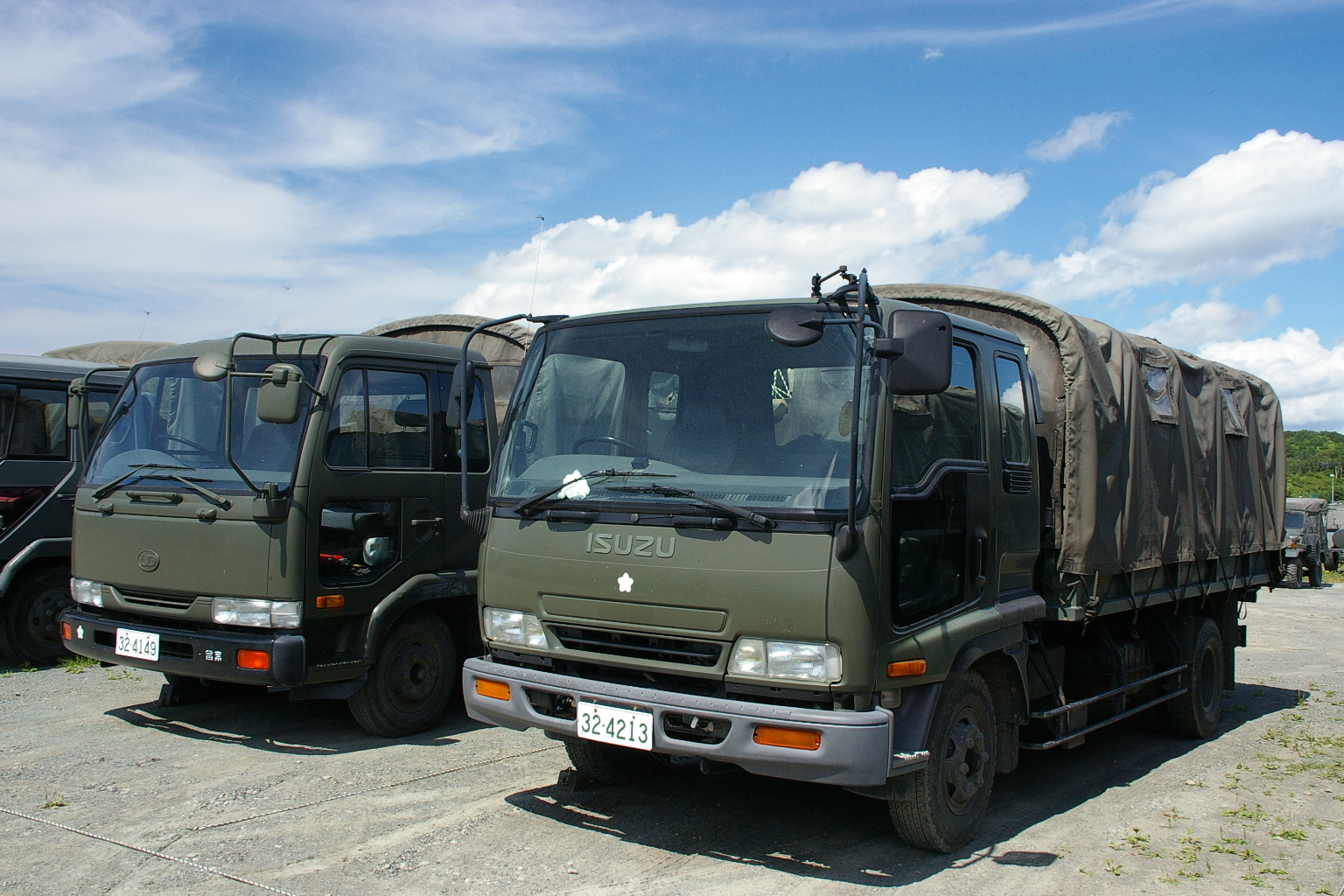
採用メーカーに偏重がない。

業務トラック（ぎょうむとらっく）は、自衛隊で物資輸送用に使われるトラックの通称。通常使用される73式中型トラック、73式大型トラックとは違った位置付けで運用される。

## 特徴
自衛隊制式の73式中型トラック、73式大型トラックとは異なり、構成はより民生品に近い。外板色がOD色であるため自衛隊用車両と分かるが、それ以外は普通のトラックである。
多くの種類があるが、ほとんどはトラック 2 1/2t 4×4 / 4×2もしくはトラック3/4t 4×4 / 4×2として採用されている。しかしこれらの名称で呼ばれることは稀であり、専ら「業務トラック」と呼ばれているものである。
民生品を基本としているが細かい変更が加えられており、荷台が自衛隊専用となっていることが最大の特徴であるが、知識が無ければ塗装以外での民生品との判別は難しい。
大多数を占める幌仕様車は人員輸送も可能である。荷台に十数人を乗せることができ、73式中型トラック等のような折り畳み式木製ベンチシートが備えられている。
陸上自衛隊では2×4駆動の4t車が主流であるが、積雪地用に総輪駆動の4t車も存在し、海上自衛隊、航空自衛隊では2tの幌タイプ、4tのアルミバンタイプ、さらには基地内専用の軽トラックの幌タイプなども使用されており、用途に合わせて様々に使用される。またナンバープレートも自衛隊専用のものを装着するものがほとんどである一方、一般車と同じタイプのナンバープレートを装着するものもある。
陸上自衛隊の音楽隊が使用する業務トラックは荷台を楽器輸送用コンテナとした車両である。なお海上自衛隊では車体色は民生品のままでコンテナに艦艇や航空機の写真を印刷した「楽器運搬車」を運用している。これらも正式にはトラック 2 1/2t 4×4 / 4×2である。

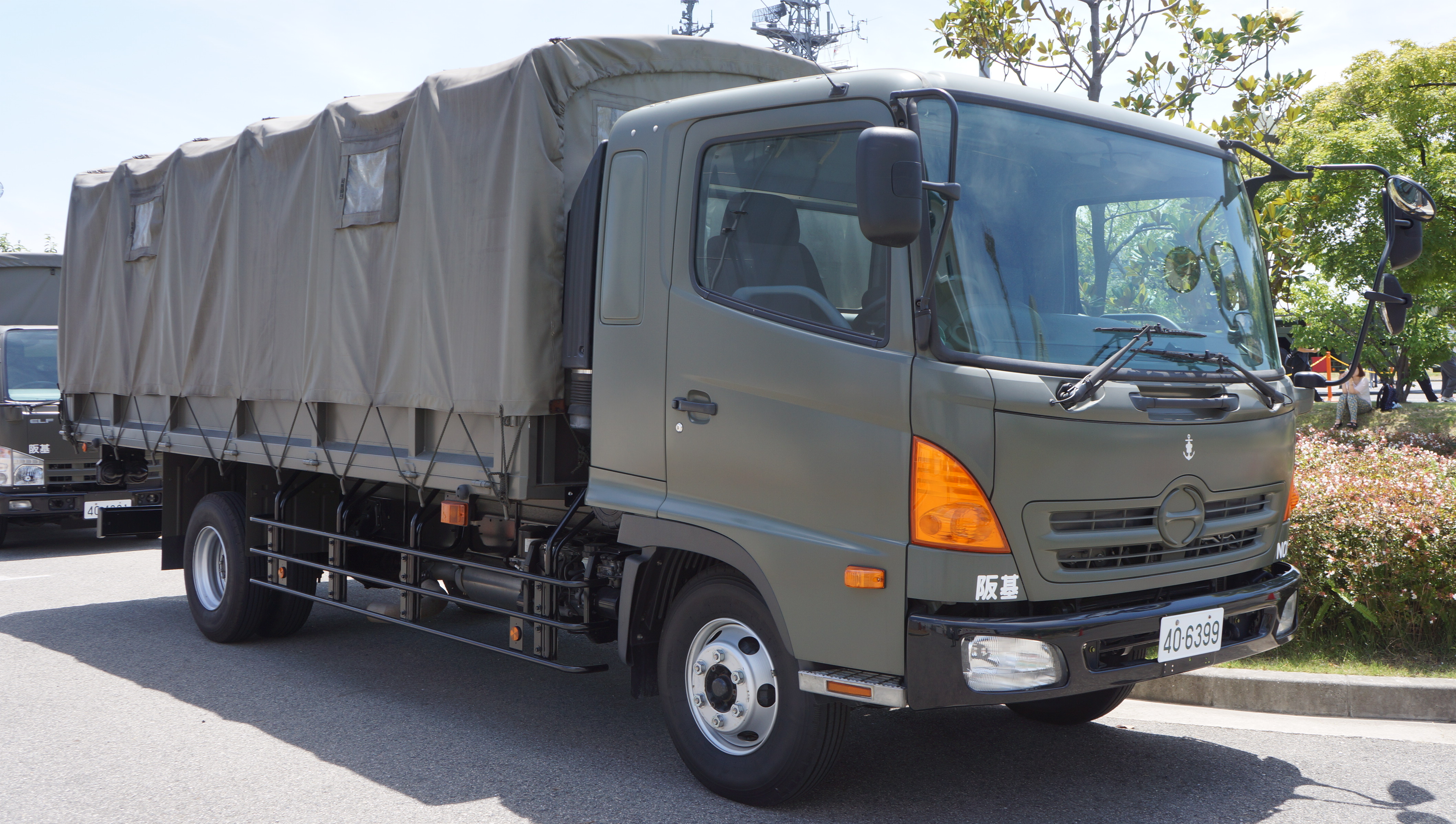
海上自衛隊阪神基地隊配備車
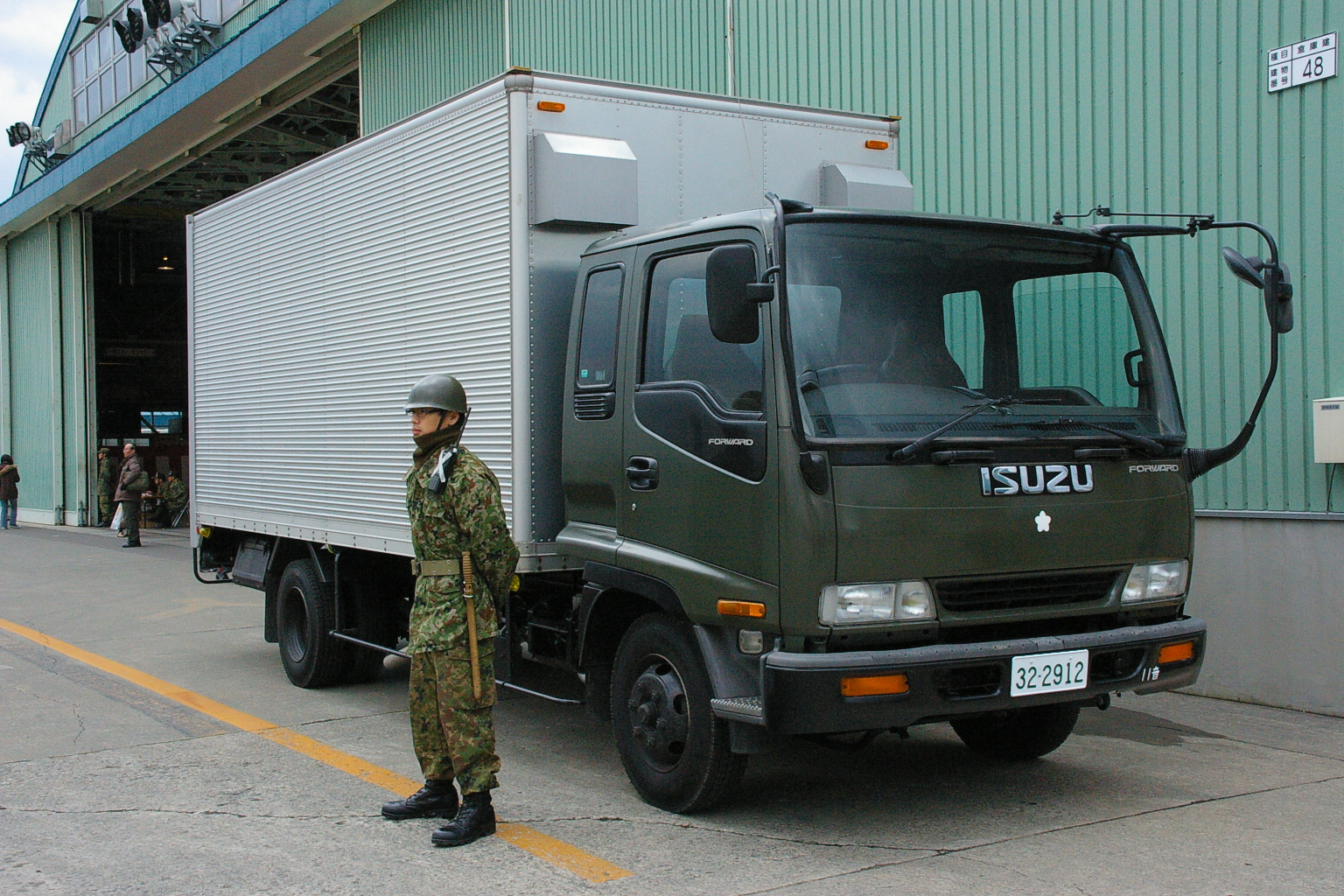
楽器輸送用の業務トラック（陸上自衛隊第11音楽隊）
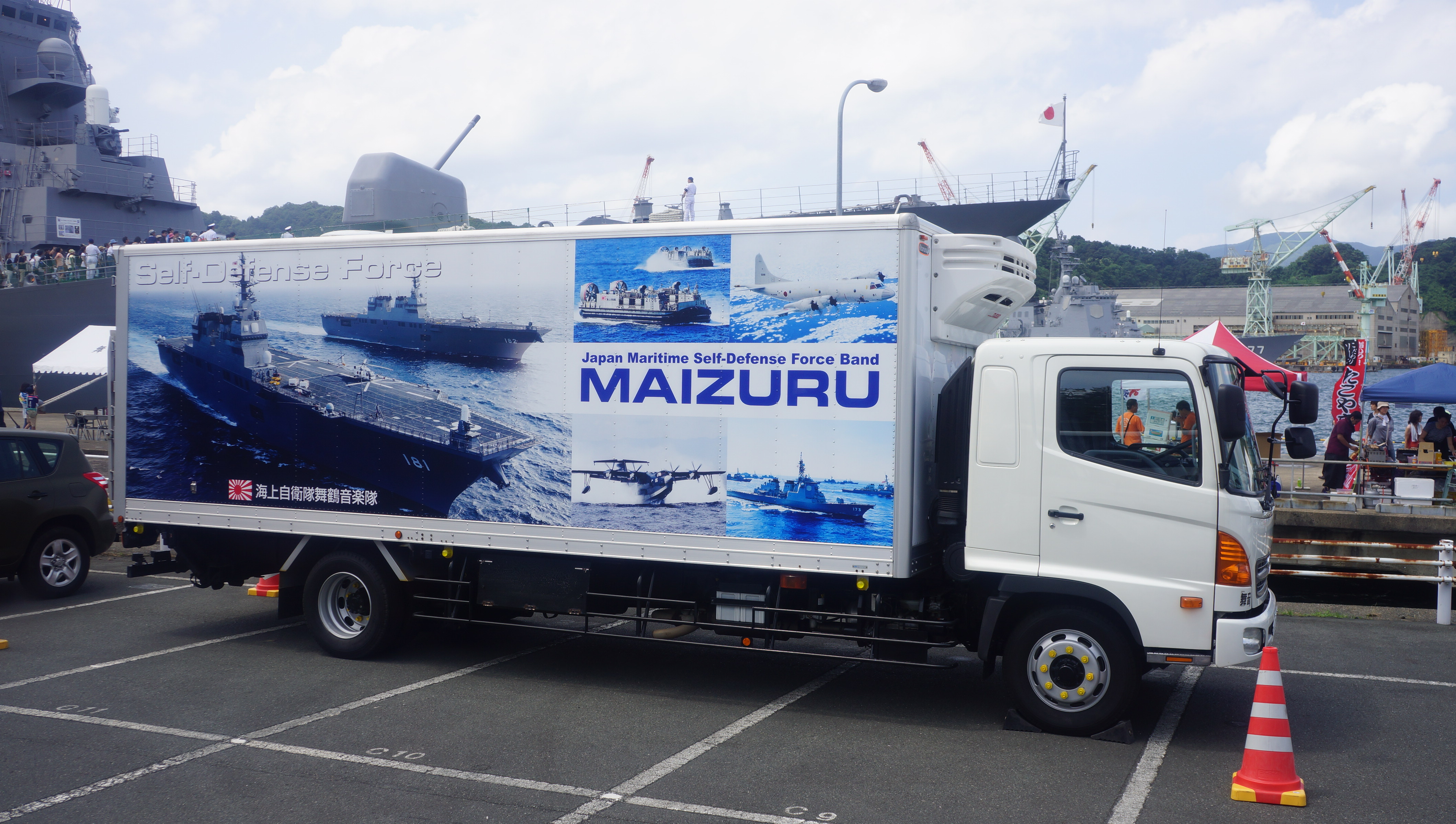
舞鶴音楽隊の楽器運搬車
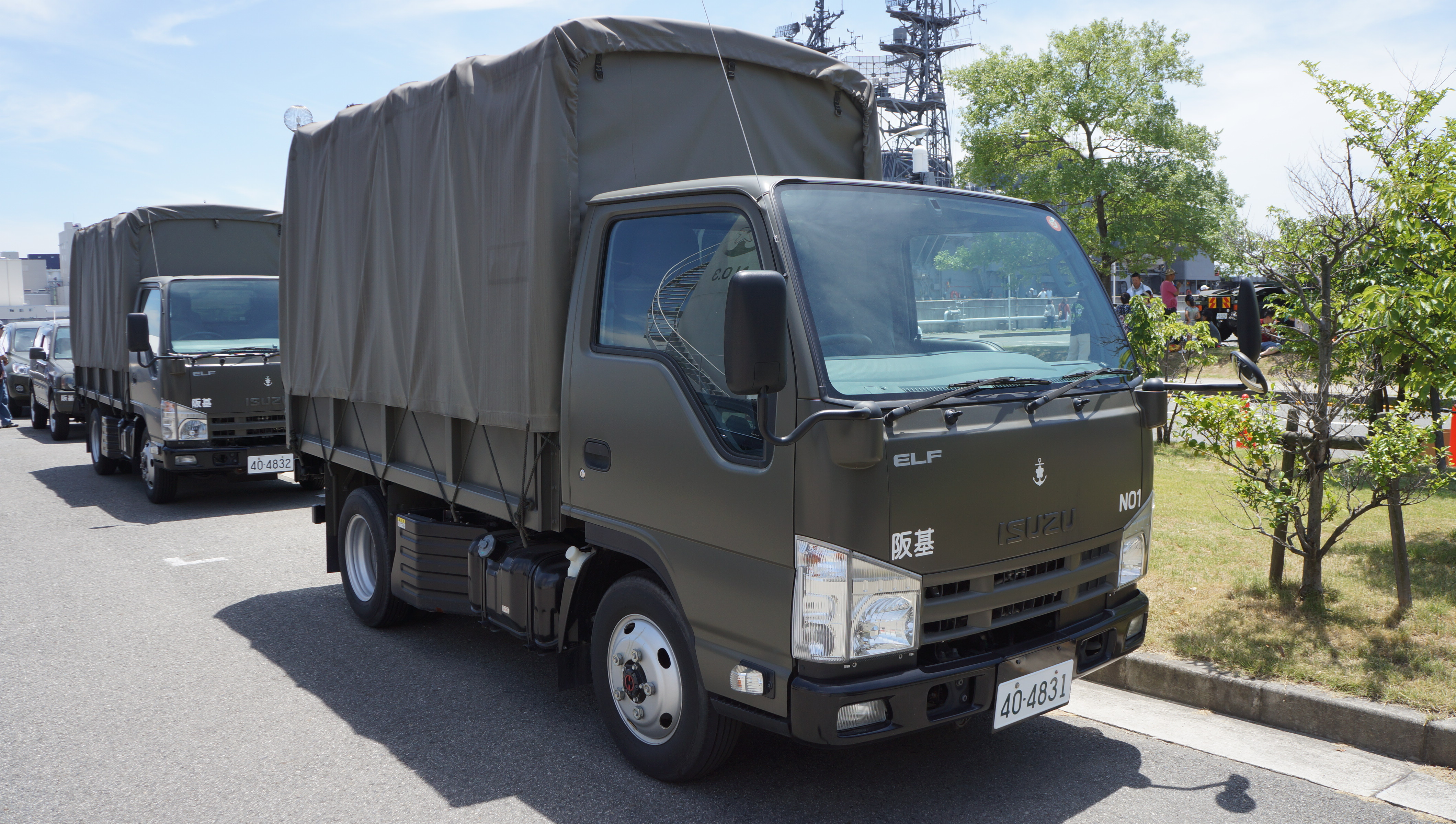
阪神基地隊配備車

## 諸元
民間のものと同じ
- UD・コンドル
- 日産・アトラス
- いすゞ・フォワード
- いすゞ・エルフ
- 日野・レンジャー
- 日野・デュトロ
- 三菱ふそう・ファイター
- 三菱ふそう・キャンター

## 製造
- UDトラックス（旧:日産ディーゼル）
- いすゞ自動車
- 日野自動車
- 三菱ふそうトラック・バス　など

調達は競争入札であるため複数社の車輌が混在している。